# Diocesi di Karaganda
La diocesi di Karaganda (in latino Dioecesis Karagandensis) è una sede della Chiesa cattolica in Kazakistan suffraganea dell'arcidiocesi di Maria Santissima in Astana. Nel 2021 contava 16.163 battezzati su 3.900.700 abitanti. È retta dal vescovo Adelio Dell'Oro.

## Territorio
La diocesi comprende le regioni kazake di Abaj, di Karaganda, del Kazakistan Orientale e di Ūlytau.
Sede vescovile è la città di Karaganda, dove si trova la cattedrale di Nostra Signora di Fátima. Nella stessa città sorge anche la basilica di San Giuseppe, che ha svolto le funzioni di cattedrale dal 1999 al 2012.
Il territorio è suddiviso in 20 parrocchie.

## Storia
L'amministrazione apostolica di Karaganda dei Latini fu eretta il 13 aprile 1991 con la bolla Cum propter populorum di papa Giovanni Paolo II. Fino ad allora l'intera Asia centrale era parte dell'arcidiocesi di Mogilёv (oggi arcidiocesi di Minsk-Mahilëŭ). Con la stessa bolla agli amministratori apostolici fu affidata anche la cura pastorale dei fedeli cattolici presenti in Kirghizistan, Tagikistan, Turkmenistan e Uzbekistan.
Il 29 settembre 1997 cedette porzioni del suo territorio a vantaggio dell'erezione delle missioni sui iuris del Tagikistan, del Turkmenistan e dell'Uzbekistan (oggi amministrazione apostolica).
Il 22 dicembre 1997 cedette un'altra porzione di territorio a vantaggio dell'erezione della missione sui iuris del Kirghizistan (oggi amministrazione apostolica).
Il 7 luglio 1999 cedette ulteriori porzioni di territorio a vantaggio dell'erezione delle amministrazioni apostoliche di Atyrau, di Astana (oggi arcidiocesi di Maria Santissima in Astana) e di Almaty (oggi diocesi della Santissima Trinità in Almaty). Nella stessa data è stata elevata a diocesi con la bolla Ad aptius consulendum dello stesso papa Giovanni Paolo II.
Originariamente era immediatamente soggetta alla Santa Sede; il 17 maggio 2003 è entrata a far parte della provincia ecclesiastica di Maria Santissima in Astana.
Il 9 settembre 2012 il cardinale Angelo Sodano, decano del Collegio cardinalizio, ha consacrato la nuova chiesa cattedrale.

## Cronotassi dei vescovi
Si omettono i periodi di sede vacante non superiori ai 2 anni o non storicamente accertati.
- Jan Paweł Lenga, M.I.C. (13 aprile 1991 - 5 febbraio 2011 dimesso)
- Janusz Wiesław Kaleta (5 febbraio 2011 - 15 luglio 2014 dimesso)
- Adelio Dell'Oro, dal 31 gennaio 2015

## Statistiche
La diocesi nel 2021 su una popolazione di 3.900.700 persone contava 16.163 battezzati, corrispondenti allo 0,4% del totale.
| anno | popolazione | popolazione | popolazione | presbiteri | presbiteri | presbiteri | presbiteri                | diaconi | religiosi | religiosi | parrocchie |
| anno | battezzati  | totale      | %           | numero     | secolari   | regolari   | battezzati per presbitero | diaconi | uomini    | donne     | parrocchie |
| ---- | ----------- | ----------- | ----------- | ---------- | ---------- | ---------- | ------------------------- | ------- | --------- | --------- | ---------- |
| 1999 | 64.374      | 3.433.300   | 1,9         | 45         | 27         | 18         | 1.430                     |         | 19        | 52        | 64         |
| 2000 | 40.000      | 3.433.300   | 1,2         | 12         | 9          | 3          | 3.333                     |         | 3         | 23        | 10         |
| 2001 | 40.000      | 3.433.300   | 1,2         | 14         | 11         | 3          | 2.857                     |         | 3         | 22        | 11         |
| 2002 | 35.000      | 3.430.000   | 1,0         | 14         | 8          | 6          | 2.500                     |         | 6         | 25        | 13         |
| 2003 | 40.000      | 3.433.300   | 1,2         | 19         | 15         | 4          | 2.105                     |         | 4         | 25        | 13         |
| 2004 | 40.000      | 3.433.300   | 1,2         | 16         | 12         | 4          | 2.500                     |         | 4         | 30        | 13         |
| 2005 | 40.000      | 3.433.300   | 1,2         | 17         | 13         | 4          | 2.352                     |         | 5         | 29        | 17         |
| 2006 | 40.000      | 3.456.000   | 1,2         | 14         | 8          | 6          | 2.857                     |         | 12        | 32        | 17         |
| 2013 | 31.300      | 3.590.000   | 0,9         | 18         | 13         | 5          | 1.738                     |         | 6         | 35        | 19         |
| 2016 | 8.500       | 3.743.000   | 0,2         | 23         | 19         | 4          | 369                       |         | 4         | 34        | 20         |
| 2019 | 14.800      | 3.850.660   | 0,4         | 20         | 15         | 5          | 740                       |         | 5         | 30        | 18         |
| 2021 | 16.163      | 3.900.700   | 0,4         | 24         | 21         | 3          | 673                       |         | 5         | 30        | 20         |